# Venera 5
Venera 5 (en russe : Венера-5) (désignation du fabricant : 2V (V-69)) est une sonde du programme spatial soviétique Venera pour l'exploration de Vénus.

## Déroulement de la mission
Venera 5 a été lancée le 5 janvier 1969 à partir d'une fusée Spoutnik Tyazheliy (69-001C) vers Vénus dans le but d'obtenir des données atmosphériques sur la planète. La sonde était très similaire à Venera 4 mais de conception plus robuste.
Le 16 mai 1969, à l'approche de l'atmosphère de la planète, une capsule de 405 kg contenant des instruments scientifiques a été larguée par la sonde principale. Sachant que l'atmosphère vénusienne est très dense, la dimension des parachutes avait été réduite pour que la capsule atteigne le sol plus rapidement avant qu'elle n'arrête de fonctionner (comme l'avait fait Venera 4). La descente a été freinée par un parachute et pendant 53 minutes tandis que la capsule y était suspendue, des données concernant l'atmosphère ont été transmises à partir de 36 km d'altitude. Durant la descente, la température a varié de 25 °C à 320 °C, et la pression atmosphérique de 0,5 atmosphère à 27 atmosphères. D'après le radioaltimètre de la sonde, les dernières mesures ont été faites à environ 26 km d'altitude, ce qui permit d'extrapoler une pression au sol de l'ordre de 140 atmosphères. Toutefois, ces valeurs sont rejetées par les Américains : à partir des mesures de variation de fréquence des signaux de Mariner 5 qui traversèrent l'atmosphère de Vénus à la même date, ils établirent un modèle de variation de la densité atmosphérique de Vénus en fonction de l'altitude, et déduisirent pour l'altitude de 40 km une température de 117 °C pour une pression d'une atmosphère, contredisant les valeurs données par les Russes.
Venera 5 a atterri à 3°S 18° E, côté nuit. En plus des instruments scientifiques, elle avait emporté un médaillon avec le blason de l'Union des Républiques socialistes soviétiques et un bas-relief représentant Lénine.
Les atterrisseurs de Venera 4, de Venera 5 et de Venera 6 ont donné des mesures concordantes permettant de connaître la composition chimique de l'atmosphère de la planète : entre 93% et 97% de gaz carbonique, entre 2% et 5% d'azote et de gaz inertes, pas plus de 0,4% d'oxygène.